# Statenjachtbrug
De Statenjachtbrug (brug 967) is een bouwkundig kunstwerk in Amsterdam-Noord.

## Statenjachtbrug
De brug in de vorm van een viaduct maakt deel uit van een systeem van gescheiden verkeersstromen in Amsterdam-Noord. Brug 967 werd rond 1976 aangelegd in het kader van het doortrekken van de IJdoornlaan, komend vanuit het oosten over het Noordhollandsch Kanaal middels brug 970. Dit had tot gevolg dat de hoofdverkeersroute IJdoornlaan (S117) ter plaatste inclusief fietspad op een dijklichaam werd gelegd. Aanvullende infrastructuur kwam op maaiveldniveau te liggen. De plaatsing van die IJdoornlaan op een dijklichaam dreigde een barrière te vormen voor voetgangers en fietsers gaande naar en komend van het BovenIJ Ziekenhuis. Om verbinding met de wijken ten noorden van het ziekenhuis te krijgen zouden zij zonder brug 967 kilometers moeten omlopen en omrijden.
Voor de kruising van de ongelijkvloerse kruising tussen laan (boven) en voet- en fietspad (onder) werd architect Dirk Sterenberg en de Dienst der Publieke Werken gevraagd een viaduct te ontwerpen. In vergelijking met de complexere brug 970 kwam hier een standaardviaduct te liggen opgebouwd uit betonnen liggers. Sterenberg ontwierp in die tijd tal van bruggen voor Amsterdam-Noord, maar ook voor Amsterdam-Zuidoost met haar gescheiden verkeersstromen. Hij ontwierp daarbij “in series”. Brug 967 heeft dan ook het uiterlijk van bruggen die ook in Zuidoost aangetroffen worden in verkeersroutes die op dijklichamen liggen. Een verschil is te vinden in de borstwering en balustraden, leuningen. De vier borstweringen lijken hier op een abstract beeldhouwwerk. De balustraden, leuning bestaan uit metalen schilden, hier geel geverfd (gegevens 2022), geplaatst op oranje balusters.
De brug heeft een zusje in de Parlevinkerbrug (brug 971) verderop in de IJdoornlaan. Aan weerszijden van de brug liggen de bushaltes Oosterlengte (het verlengde van de Statenjachtstraat).
De naam Statenjachtbrug stamt uit 2018 toen de gemeente Amsterdam tal van bruggen in hoofdverkeersroute een naam gaf, meest verwijzend naar de onderliggende weg of pad. Hier ligt de Statenjachtstraat, die jaar naam kreeg in 1965 en vernoemd werd naar het statenjacht van de Zeven Provinciën.

## Bruggen 968 en 969
De brug kreeg in de ontwerpfase assistentie van de bruggen 968 en 969, die de fietspaden van de IJdoornlaan voor hun rekening zouden nemen. Uiteindelijk werd besloten alles te combineren tot één viaduct; de bruggen 968 en 969 werden niet gebouwd. Brugnummer 968 zou in 2011 herbuikt worden door de Jip Golsteijnbrug.

## Afbeeldingen Statenjachtbrug

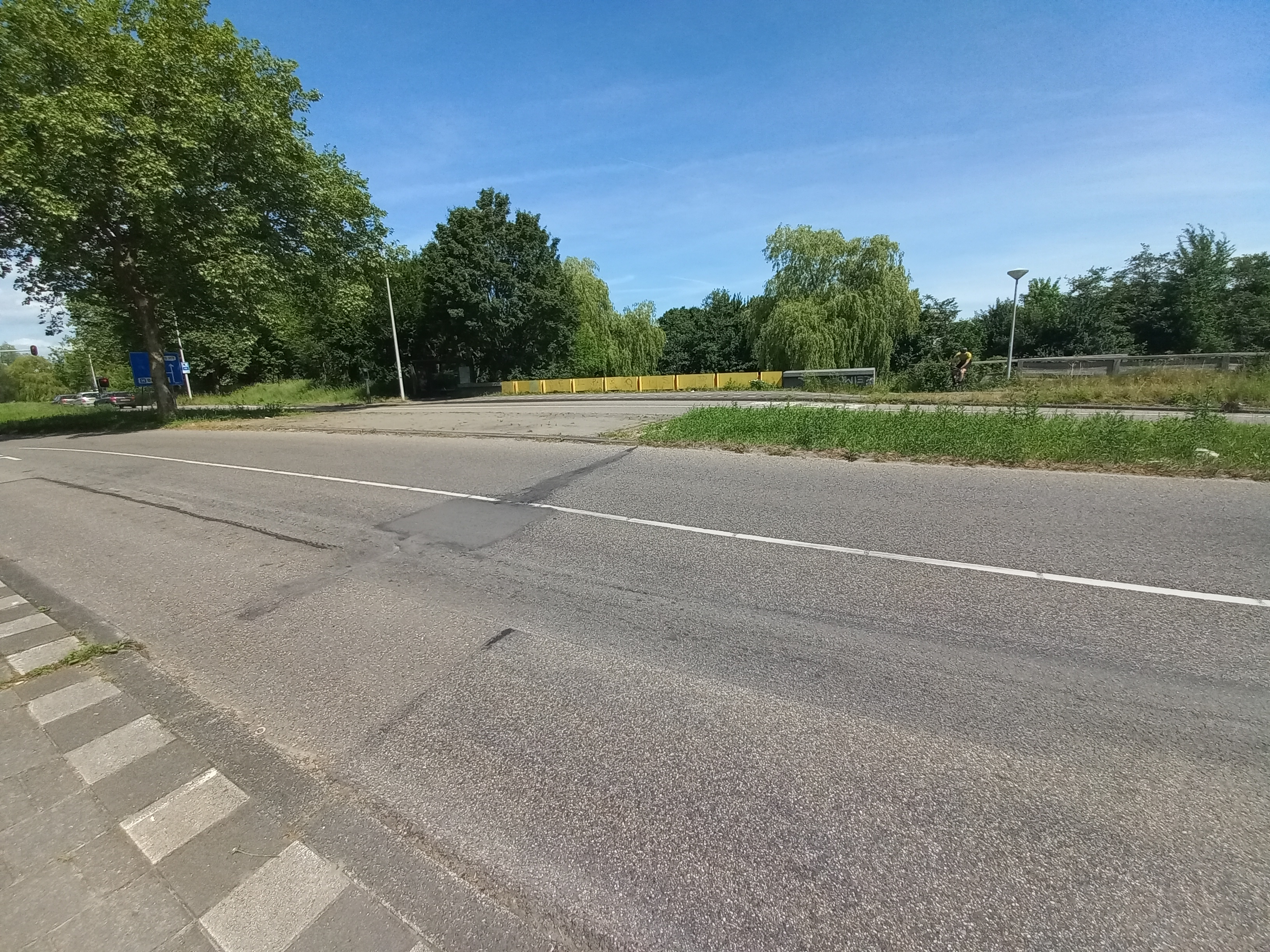
Overizcht over de brug (mei 2022)

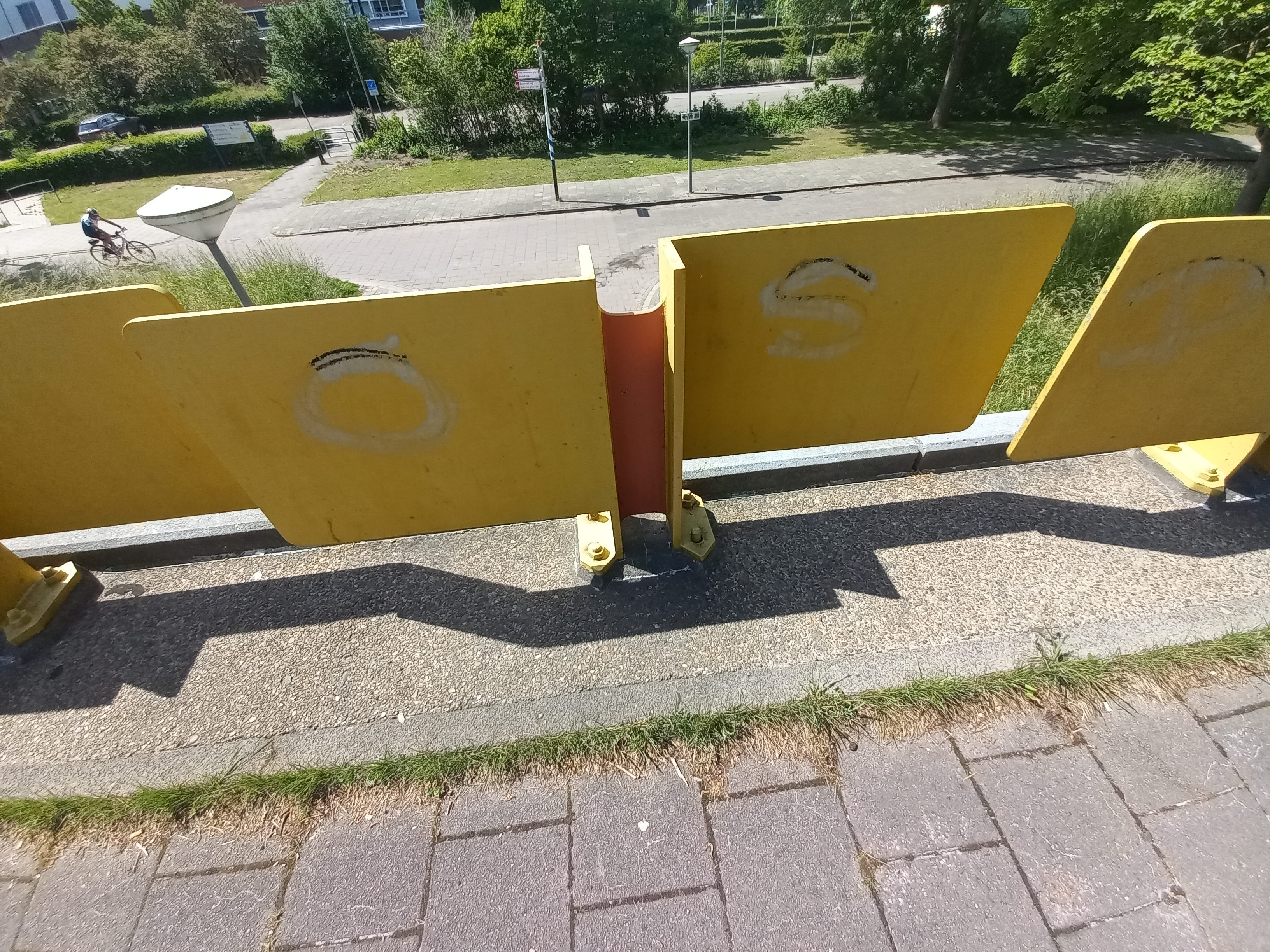
Balustrade (mei 2022)

<<< · 900 · 901 · 904 · 905 · 906 · 907 · 908 · 909 · 912 · 913 · 914 · 915 · 916 · 917 · 918 · 919 · 920 · 923 · 924 · 930 · 932 · 933 · 934 · 935 · 936 · 937 · 939 · 943 · 944 · 945 · 946 · 947 · 948 · 949 · 950 · 951 · 952 · 953 · 954 · 956 · 957 · 958 · 959 · 960 · 961 · 962 · 963 · 964 · 965 · 966 · 967 · 968 · 970 · 971 · 972 · 973 · 974 · 975 · 978 · 979 ·  980 · 981 · 984 · 985 · 986 · 987 · 988 · 989 · 990 · 991 · 992 · 993 · 994 · 995 · 996 · 997 · 998 · 999 · >>>
Brugnummers  902, 903, 910, 911, 920, 921, 922, 925, 926, 927, 928, 929, 931, 937, 938, 940, 941, 942, 955, 969, 976, 977, 982, 983 zijn niet (meer) vergeven.